# Зоря (часопис)
«Зоря́» — літературно-науковий та громадсько-культурний часопис-двотижневик, що виходив протягом 1880—1897 років у Львові (Австро-Угорщина) «для руских родин» (тобто — для українців).

## Власність
У 1880—1884 роках належав Омеляну Партицькому, який видавав його своїм коштом. Від 1885 року належав Літературному товариству імені Шевченка (з 1892 — Наукове товариство імені Шевченка).

## Редактори
Редактори і співредактори: Омелян Партицький (1880—1885), Омелян Калитовський (1886), Григорій Цеглинський (1887—1888), Олександр Борковський (1889), Петро Скобельський (1889), Василь Лукич-Левицький (1890—1897), Василь Тисовський (1890—1891).
Протягом 1885-86 до складу редакції входив Іван Франко, який опублікував на його сторінках багато художніх творів, літературно-критичних статей, мав значний вплив на формування «3орі» як національного загальноукраїнського видання.
У 1895—1897 роках співробітником «Зорі» був Осип Маковей.

## Вміст
Часопис друкував літературно-критичні статті, історичні, статистично-економічні матеріали, листування, спомини. Журнал виражав погляди передових громадсько-культурних сил як в Галичині й Буковині, так і в Наддніпрянській Україні. Будучи органом галицьких «народовців», відстоював права українців на вільний розвиток їх мови і культури, пропагував ідеї єдності українського народу, розділеного кордонами Австро-Угорщини та Росії, пропагував художні надбання, наукові здобутки інших народів.
З 1891 року журнал ілюструвався репродукціями мистецьких творів, світлинами письменників, вчених, акторів та ін.
Важливу історико-культурну роль відіграла «3оря» насамперед як літературно-художній орган, який збагатив українську літературу численними публікаціями творів Тараса Шевченка (повісті «Варнак», «Художник», «Капітанша» в українському перекладі), Анатолія Свидницького (роман «Люборацькі»), Панаса Мирного (драма «Лимерівна», «Дума про військо Ігореве»), Івана Франка (повість «Захар Беркут», драма «Украдене щастя»), Івана Нечуя-Левицького («Старосвітські батюшки та матушки»), Михайла Коцюбинського (оповідання «Для загального добра», «Маленький грішник»), Івана Карпенка-Карого («Мартин Боруля», «Сто тисяч»), Марка Кропивницького («Титарівна»), Ольги Кобилянської («Людина»), Богдана Лепкого («Зломані крила», «Недібрана пара») та інших. Журнал надавав сторінки письменникам різних шкіл і літературних напрямів.
У галузі історії літератури та літературної критики надрукував дослідження Омеляна Огоновського «Історія літератури руської», аналітичні статті І. Франка «Наше літературне життя в 1892 році», «Жіноча доля в руських піснях народних», статті П. Грабовського, М. Вороного, Василя Лукича та інших авторів.
З перекладної літератури «3оря» ввела у друкований світ українців казки М.Салтикова-Щедріна, поезії в прозі І. Тургенєва, оповідання В. Короленка, вірші Н. Нєкрасова, О. Плєщєєва та інших. Багато цінних перекладів з'явилося з німецької літератури (драми «Вільгельм Телль» і «Марія Стюарт» Ф. Шіллера, лірика Г. Гейне, «Фауст» Й.-В. Гете), з французької (Гі де Мопассан, А. Доде, О. Мірбо, П. Беранже), з польської (А. Міцкевич, Марія Конопніцька, К. Тетмайєр, В. Сирокомля), з болгарської, чеської, сербської, хорватської та ін. літератур у перекладах І. Франка, В. Щурата, Б. Грінченка, М. Старицького.
Часопис переживав критичні моменти у своїй діяльності: до редакційного комітету видання входили і діячі консервативного напряму, які усунули І. Франка з редакції, проте вирішальну роль відігравали демократичні сили. Завдяки їм «3оря» проводила всеукраїнські літературні конкурси. Одним з найактивніших і найкваліфікованіших редакторів видання був Василь Лукич. «3оря» поклала початок формуванню в Галичині загальноукраїнського видання широкого європейського змісту. З 1898 замість «3орі» почав виходити у Львові щомісячний «Літературно-науковий вісник».